# Borovac (Medveđa)
Pour les articles homonymes, voir Borovac.
Borovac (en serbe cyrillique : Боровац) est un village de Serbie situé dans la municipalité de Medveđa, district de Jablanica. Au recensement de 2011, il comptait 48 habitants.

## Démographie
| 1948 | 1953 | 1961 | 1971 | 1981 | 1991 | 2002 | 2011 |
| ---- | ---- | ---- | ---- | ---- | ---- | ---- | ---- |
| 400  | 403  | 330  | 224  | 156  | 114  | 59   | 48   |

|  |